# Mercier e Camier
Mercier e Camier è un romanzo di Samuel Beckett scritto in francese dal 5 luglio al 3 ottobre 1946 e pubblicato nel 1970, dopo che per diversi anni l'autore era stato riluttante a pubblicarlo e lo vedeva come un lavoro di apprendistato.
In qualche modo, come Bouvard et Pécuchet di Gustave Flaubert (potrebbe rimandarvi anche il titolo), l'autore si diverte a giocare con i cliché e le stranezze della lingua, scoprendone vitalità nascoste e divertenti. Dopo aver vissuto otto anni in Francia e aver acquisito un uso avanzato della lingua, Beckett lesse comunque le prime due versioni del manoscritto alla poi moglie Suzanne Dechevaux-Dumesnil, all'amico Alfred Péron e dopo la morte di questo alla sua vedova Mania (Maya Lézine). Abbandonò poi l'idea della pubblicazione (anche per l'insuccesso di vendite della traduzione di Murphy in francese). Il libro uscì nel 1970 presso Éditions de Minuit. Quando nel 1974 riuscì a completare la traduzione inglese, vi fece modifiche sostanziali e tagli (Steven Coonor calcola almeno il 12% di omissis). Deirdre Bair sostiene (citando una lettera a Barney Rosset del 1973) che Beckett abbia fatto questi tagli per una sorta di odio maturato dopo tanti anni verso l'opera.

## Trama
È la storia di Mercier, sorta di intellettuale, e del suo amico Camier, investigatore privato, e dei loro tentativi ripetuti di lasciare una città (una specie di Dublino appena riconoscibile) per poi abbandonare il viaggio e fare ritorno. Ci sono visite frequenti nel "posto di Helen", una specie di bordello simile a quello leggendario di Becky Cooper (anche Helen, come lei, ha un pappagallo parlante).

## Traduzioni
Dopo l'edizione francese, la versione inglese, dello stesso autore, è uscita nel 1974 presso Calder di Londra e Grove Press di New York. In italiano esiste una traduzione di Luigi Buffarini presso SugarCo di Milano (1971) e una di Chiara Montini presso Einaudi (2015).

## Edizioni italiane
- Samuel Beckett, Mercier e Camier, trad. Luigi Buffarini, Collana I Giorni n.36, Sugar Editore, Milano, I° ed. 1971.
- id., Mercier e Camier, Collana Tasco.Letteratura, SugarCo, Milano, 1991-1996, ISBN 978-88-71-98328-8.
- id., Mercier e Camier, a cura di Chiara Montini, Collana Letture, Einaudi, Torino, I° ed. marzo 2015, ISBN 978-88-06-13589-8.